# NGC 7265
NGC 7265 este o galaxie situată în constelația Șopârla. A fost descoperită în 20 septembrie 1876 de către Édouard Stephan⁠(d). Se află la o distanță de 71,12 de megaparseci de Pământ.